# Sandbostel
Sandbostel è un comune di 837 abitanti della Bassa Sassonia, in Germania.
Appartiene al circondario (Landkreis) di Rotenburg (Wümme) (targa ROW) ed è parte della comunità amministrativa (Samtgemeinde) di Selsingen.

## Storia
Località sede del lager omonimo, dove nel settembre del 1939 alcune migliaia di polacchi arrivarono come prigionieri di guerra. In seguito vi furono deportate centinaia di migliaia di persone, compresi, dopo l'8 settembre 1943, internati militari italiani, tra i quali Giovannino Guareschi, Gianrico Tedeschi, Marcello Lucini, Enzo Paci, Roberto Rebora, Giovanni Lido Galli, Giuseppe Brignole, Piero Agozzino, Mario De Agostini, Vincenzo Romeo, Gioacchino Virga, Vittorio Vialli, Vittorio Pacassoni, Giuseppe Zurlo, Serafino Clementi, Ugo d'Ormea, Salvatore Di Gregorio, Orazio Leonardi e Vincenzo Sanfilippo. Di questi, cinquantamila morirono di stenti, malattie, impiccati o fucilati. Dei caduti in questo lager si ricorda il padre del segretario della CISL Savino Pezzotta, morto di fame dopo nove mesi di prigionia. Vincenzo Romeo da Siderno (RC), fu invece assassinato a tradimento il 28 agosto 1944 da una sentinella sulla torretta di guardia, tale Neuk Herbert originario della Slesia, perché a suo dire il prigioniero aveva appoggiato un asciugamano su un filo invalicabile prima della recinzione esterna. Il grave episodio è citato ne "Il grande diario" di Giovanni Guareschi ed immortalato, tra l'altro, da alcune delle foto riprese clandestinamente da Vittorio Vialli. Le totali 379 foto, uniche nel loro genere, sono conservate nell'Istituto Storico Parri di Bologna. Comandante del lager XB era il famigerato capitano Pinkel di Amburgo, un uomo brutale, tristemente famoso per la sua beffarda crudeltà verso i prigionieri, in particolare italiani. Fu torturato e giustiziato dai soldati russi dopo la liberazione del lager da parte dell'esercito inglese.

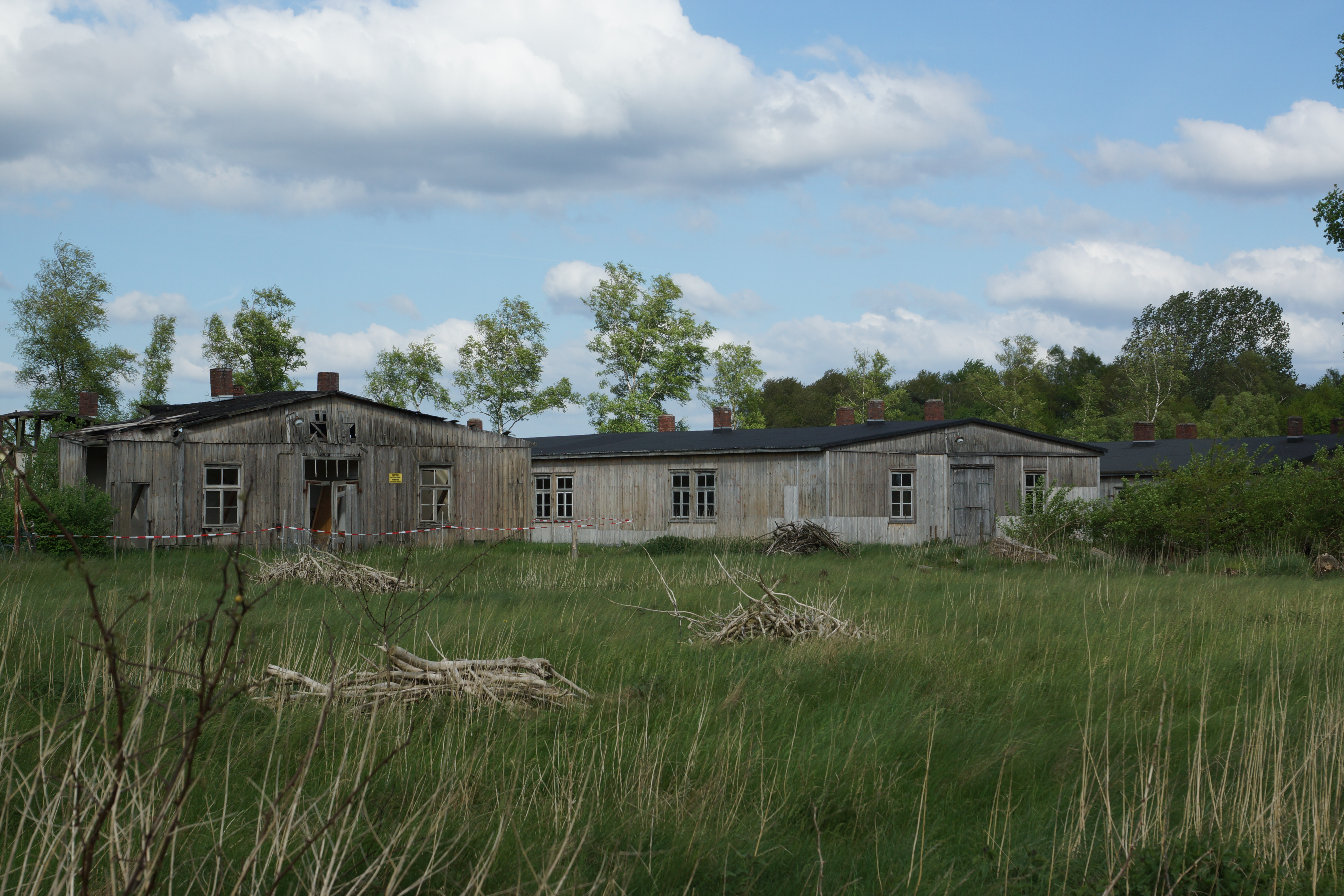
Il lager